# Mommie Dearest
Mommie Dearest (bra: Mamãezinha Querida; prt: Queridíssima Mamã) é um filme estadunidense de 1981, do gênero drama biográfico, dirigido por Frank Perry, com roteiro de Robert Getchell, Tracy Hotchner, Frank Yablans e do próprio diretor baseado no livro Mommie Dearest, de Christina Crawford. É estrelado por Faye Dunaway, Mara Hobel e Diana Scarwid. O filme narra a infância de Christina Crawford e sua vida com a mãe adotiva, a famosa atriz de Hollywood Joan Crawford.

## Enredo
O filme mostra a infância traumática de Christina Crawford nas mãos de sua mãe adotiva, a estrela de cinema, Joan Crawford (Faye Dunaway).

## Elenco
- Faye Dunaway como Joan Crawford
- Diana Scarwid como Christina Crawford (adulta)
  - Mara Hobel (Mara Boyd) como Christina Crawford (criança)
- Steve Forrest como Gregg Savitt
- Howard Da Silva como Louis B. Mayer
- Rutanya Alda como Carol Ann
- Harry Goz como Alfred Steele
- Michael Edwards como Ted Gilbert
- Jocelyn Brando como Barbara Bennett
- Priscilla Pointer como Margaret Lee Chadwick
- Xander Berkeley como Christopher Crawford
  - Jeremy Scott Reinbolt como Christopher (jovem)
- Carolyn Coates como Madre Superiora do Sagrado Coração de Flintridge
- Margaret Fairchild como Madre Superiora do orfanato
- Belita Moreno como Belinda Rosenberg
- Alice Nunn como Helga

## Recepção
O filme tem uma avaliação de 48% no Rotten Tomatoes, com base em 42 críticas. O consenso do site afirma: "Mamãezinha Querida certamente não carece de convicção, e nem o desempenho lendário de Faye Dunaway como um monstro empunhando arame; infelizmente, o filme é muito exagerado e indisciplinado para transcender o prazer culpado". O filme ganhou cinco Framboesas de Ouro, inclusive para a atriz Faye Dunaway.